# ウィリアム・ヒューストン (植物学者)
ウィリアム・ヒューストン（William Houstoun 、姓は Houstonとも、1695年頃 - 1733年8月14日）は、18世紀初めのスコットランドの医師、植物学者である。メキシコや南アメリカの植物を集めた。
レンフルーシャーのヒューストン(Houston)に生まれた。セント・アンドルーズ大学で医学を学び始めるが、1727年まで西インド諸島を訪れたため中断し、1727年からライデン大学でヘルマン・ブールハーフェのもとで医学を学び、1729年に卒業した。この時代に薬草の薬効に興味を持った。イギリスに戻り、南海会社（The South Sea Company）に船医として雇われ、カリブ海やアメリカへの航海に参加した。ジャマイカやキューバ、ベネズエラ、ベラクルーズで植物を集め、ロンドンのチェルシー薬草園の栽培主任のフィリップ・ミラーに送った。これらの植物の中には蛇毒に効用のあるとされたドルステニア・コントライェルウァ （Dorstenia contrayerva）やヒューストンの希望で、イギリスの聖職者で植物学者のアダム・バドル（Adam Buddle）の名前が命名されたBuddleja americanaなどがある。研究結果を『パリ王立植物園目録』（"Catalogus plantarum horti regii Parisiensis"）に発表した。
1731年にロンドンに戻り、ミラーからハンス・スローン卿を紹介された。スローンからジョージア植民地の農業の改良のための資金を使って、調査とサバンナに計画されている植物園の標本を増やすために3年間、派遣されることになった。マデイラ島でブドウの採集を行い、大西洋を渡りジャマイカに到着した直後に熱病で没した。
1733年1月に王立協会のフェローに選ばれている。
アカネ科の属、トキワナズナ属（Houstonia) などに献名されている。

## 著書
- An account of the Contrayerva. In: Philosophical Transactions. Band 37, Nr. 421, 1733, S. 195–198.
- Experimenta de Perforatione Thoracis, ejusque in Respiratione Effectibus (engl: Six experiments to show the effects of the perforation of the thorax on respiration). In: Philosophical Transactions. Band 39, Nr. 441, 1738, S. 230.
- Reliquiae Houstounianae seu plantarum in America meridionale…. London 1781, (online) - postum von Joseph Banks veröffentlicht